# Ignacio de Hermosilla
Ignacio Agustín de Hermosilla Sandoval y Rojas (Llerena, 1718-Madrid, 29 de noviembre de 1794) fue un sacerdote e historiador ilustrado español.

## Biografía
Formado en el colegio de San Miguel de Granada, completó los estudios de leyes en 1741 aunque se le negó por razones que no se especificaban el título de bachiller. Ya sacerdote, fue examinador sinodal del obispado de Almería de donde pasó a Madrid llamado quizá por su hermano, el arquitecto José de Hermosilla. En Madrid fue designado oficial de Cámara de Gracia y Justicia al tiempo que entró en contacto con los círculos intelectuales. Bien relacionado con Agustín de Montiano, en 1751 donó a la Real Academia de la Historia una colección de monedas, entre ellas algunas islámicas, que formarían la base del monetario de la institución, por lo que un año después fue nombrado académico honorario. En 1753, siendo ya académico supernumerario, presentó comisionado por la Academia un Dictamen sobre la legitimidad de la venerable señora Doña Sancha Alfonso, con documentación recopilada en el monasterio de Uclés y en Toledo. También desempeñó el cargo de censor en 1754 y redactó un informe Sobre el método de escribir la historia de Indias tras recibir la Academia el oficio de cronista de Indias.

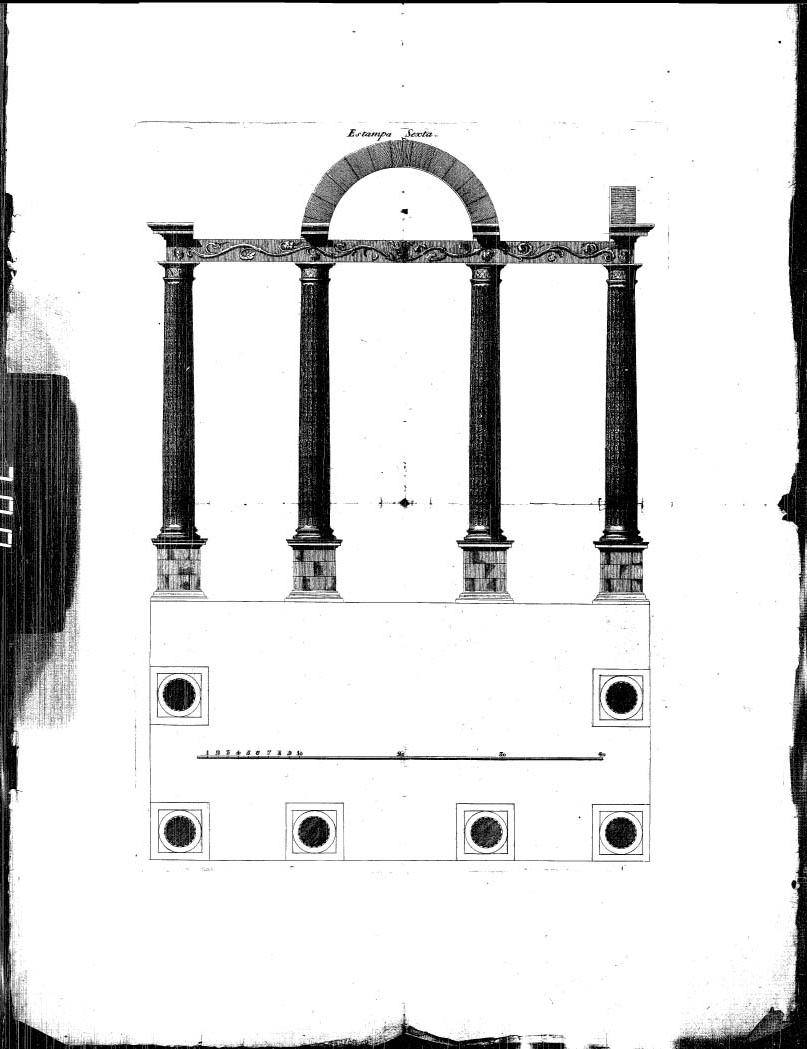
Estampa nº 6 de la memoria Noticia de las ruinas de Talavera la Vieja de José de Hermosilla por grabado de Jerónimo Antonio Gil.

El mismo año 1753 fue designado secretario de la Real Academia de Bellas Artes de San Fernando, cargo que desempeñó hasta 1776 y en el que con Anton Raphael Mengs y Felipe de Castro intervino en la organización del plan de estudios con el modelo de las academias de Roma, Bolonia y París. Además, en la Junta Ordinaria de la Academia en 1756 propuso encargar al pintor Manuel Sánchez Ximénez la copia de los retratos de los «Reyes Moros de Granada» pintados según pensaba al fresco en las bóvedas de la Alhambra para «conservar y propagar la noticia de nuestras Antigüedades y Monumentos singularmente aquellas que están más expuestas a perecer con el transcurso del tiempo». Esta y otras iniciativas desembocarían en la serie de planos y dibujos arquitectónicos de la Alhambra y la Mezquita de Córdoba levantados entre otros por su hermano José de Hermosilla, grabados y tardíamente publicados entre 1787 y 1804 con el título de Antigüedades Árabes de España.
En la Real Academia Española ocupó el sillón P en 1767 y se encargó de la revisión del Diccionario en su edición de 1770. Primer oficial de la Secretaría de Despacho Universal de Indias, en 1776 marchó a América enviado por el rey, dejando el puesto de secretario de la Academia de San Fernando a Antonio Ponz. En 1778 fue nombrado consiliario de esta misma academia y finalmente, en 1785, ministro de capa y espada del Consejo Supremo de Indias.
Interesado en el estudio de las antigüedades de España y en su conservación, en 1762 inició por iniciativa propia y a su costa el estudio de las antigüedades de Talavera la Vieja, para lo que hizo varios viajes acompañado de un dibujante y de Nicolás José Lobo, canónigo de Talavera de la Reina, y poco más tarde estudió también las ruinas del castillo califal de Vascos, en este caso sin acompañamiento de dibujante. De 1766 a 1768 Jerónimo Antonio Gil se encargó de grabar veintiocho de los dibujos hechos en Talavera la Vieja, pero el resultado de los trabajos dedicados por Hermosilla a la antigua Augustobriga, con el título Descripción de las ruinas de Talavera la Vieja, no vio la luz hasta 1796 en el primer tomo de las Memorias de la Real Academia de la Historia.